# The Warning (Queensrÿche-album)
A The Warning az amerikai Queensrÿche zenekar első nagylemeze, mely 1984-ben jelent meg. Az album a nem túl erős hangzás ellenére is már egy kiforrott zenekart mutatott. Videóklip a Take Hold of the Flame-re készült. A 2003-as CD-s újrakiadáson szerepel bónuszként 3 koncertfelvétel is. A lemez a Billboard listán a 61. helyen nyitott.

## Számlista
1. Warning (Geoff Tate, Michael Wilton) – 4:46
2. En Force (Chris DeGarmo) – 5:16
3. Deliverance  (Wilton) – 3:21
4. No Sanctuary (DeGarmo, Tate) – 6:05
5. NM 156 (DeGarmo, Tate, Wilton) – 4:38
6. Take Hold of the Flame (DeGarmo, Tate) – 4:57
7. Before the Storm (Tate, Wilton) – 5:13
8. Child of Fire (Tate, Wilton) – 4:34
9. Roads to Madness (DeGarmo, Tate, Wilton) – 9:40

### 2003-as CD-s kiadás
Az album 2003. május 6-án jelent meg az alábbi bónuszdalokkal:
1. Prophecy (DeGarmo, Tate) - 4:00
2. The Lady Wore Black (Élő - az Astoria Theatre-ből Londonból, Anglia, Október 20 1994) (DeGarmo, Tate) – 5:23
3. Take Hold of the Flame (Élő - Madison & LaCrosse, WI 1991 május 10 és 12) (DeGarmo, Tate) – 5:06

## Közreműködők
- Geoff Tate – ének
- Chris DeGarmo – gitár, háttérvokál
- Michael Wilton – gitár, háttérvokál
- Eddie Jackson – basszusgitár, háttérvokál
- Scott Rockenfield – dob
- Michael Kamen – zenei rendező

## Helyezések
Album - Billboard (Észak Amerika)
| Év   | Táblázat          | Pozíció |
| ---- | ----------------- | ------- |
| 1984 | The Billboard 200 | 61      |

## Külső hivatkozások
- Queensrÿche.com - The Warning, accessed on July 19, 2005.